# Вадты (озеро, Пермский край)
Ва́дты — болотное озеро правобережной поймы нижнего течения Косы, располагается на территории Левичанского сельского поселения в Косинском районе на востоке Коми-Пермяцкого округа Пермского края.
Название озера состоит из двух компонентов: вад — «непроточное озеро с топкими берегами» и ты — «любое озеро».
Площадь водной поверхности Вадты составляет 0,12 км².
Зеркало озера находится на высоте 135,1 м над уровнем моря посреди болота Ыджиднюр, в 2 км юго-западнее деревни Селище.
С южной стороны из озера берёт исток приток Косы — река Сынкулем.

## Данные водного реестра
По данным государственного водного реестра России относится к Камскому бассейновому округу, водохозяйственный участок реки — Кама от истока до водомерного поста у села Бондюг, речной подбассейн реки — бассейны притоков Камы до впадения Белой. Речной бассейн реки — Кама.